# Eutyphlus dybasi
Eutyphlus dybasi är en skalbaggsart som beskrevs av Park 1956. Eutyphlus dybasi ingår i släktet Eutyphlus och familjen kortvingar. Inga underarter finns listade i Catalogue of Life.